# Pseudanthias carlsoni
Pseudanthias carlsoni es una especie de peces de la familia Serranidae en el orden de los Perciformes.

## Morfología
• Los machos pueden llegar alcanzar los 7,4 cm de longitud total y las hembras 6,21.
- Número de  vértebras: 26.[2]

## Hábitat
Es un pez  de mar de clima tropical y asociado a los  arrecifes de coral.

## Distribución geográfica
Se encuentra en Papúa Nueva Guinea, las Islas Salomón, las Islas de la Lealtad, Fiyi y Tonga.